# بيل ريان (لاعب كرة قدم أسترالية أسترالي)
بيل ريان (بالإنجليزية: Bill Ryan)‏ هو لاعب كرة قدم أسترالية أسترالي، ولد في 26 نوفمبر 1944.

## وصلات خارجية
- بيل ريان على موقع AustralianFootball.com (الإنجليزية)
- بيل ريان على موقع AFLtables.com (الإنجليزية)